# Lak Si
Lak Si (thailändisch หลักสี่) ist einer der 50 Khet (Bezirke) in Bangkok, der Hauptstadt von Thailand.

## Geographie
Die benachbarten Bezirke sind im Uhrzeigersinn von Norden aus: Don Mueang, Bang Khen und Chatuchak in Bangkok, sowie Amphoe Mueang und Pak Kret der Provinz Nonthaburi.

## Geschichte
Der Name Lak Si bedeutet Vierter Meilenstein. Die Gegend hier wurde Lak Si genannt, da sie der vierte Meilenstein beim Bau des Khlong Prem Prachakhon (คลองเปรมประชากร) war, der in der Regierungszeit von König Chulalongkorn (Rama V.) gegraben wurde, um Bangkok mit Bang Pa-In zu verbinden. Lak Si wurde am 14. Oktober 1997 zum Khet ernannt, als es vom Bezirk Don Mueang abgetrennt wurde.

## Wissenschaft
In der Vibhavadi-Rangsit-Straße liegt das von Prinzessin Chulabhorn Walailak initiierte Chulabhorn-Forschungsinstitut, das sich der angewandten Forschung zur Hebung der Lebensqualität der Menschen im Lande widmet. Außerdem ist in diesem Bezirk der Standort der privaten Thurakit-Bandit-Universität.

## Politik
In der Chaeng-Wattana-Straße (Soi 5-9) befindet sich der 2007 anlässlich des 80. Geburtstags von König Bhumibol Adulyadej eröffnete neue Regierungskomplex. Hier sitzen unter anderem das Verfassungsgericht, der Oberste Gerichtshof, das Oberste Verwaltungsgericht, mehrere Abteilungen des Justizministeriums, die Generalstaatsanwaltschaft, das Ministerium für Informations- und Kommunikationstechnik, die Einwanderungsbehörde, das Department of Special Investigation, das König-Prajadhipok-Institut, die Wahlkommission, die Nationale Menschenrechts-Kommission sowie der Führungsstab der Thailändischen Streitkräfte.

## Sehenswürdigkeiten
- Wat Lak Si

## Verwaltung
Der Bezirk ist in zwei Unterbezirke (Khwaeng) unterteilt:
| Nr. | Name            | Thai       | Einw.  |
| --- | --------------- | ---------- | ------ |
| 1.  | Thung Song Hong | ทุ่งสองห้อง   | 80.421 |
| 2.  | Talat Bang Khen | ตลาดบางเขน | 28.628 |

## Verkehr
Lak Si besitzt einen Bahnhof an der nach Norden aus Bangkok herausführenden Eisenbahnstrecke, die dem Verkehr der Nordbahn und der Nordostbahn der Thailändischen Staatsbahn mit den Endzielen Chiang Mai, Nong Khai und Ubon Ratchathani dient.